# Тер-Давтян, Георгий Захарович
Георгий Захарович (Геворк Захарьевич) Тер-Давтян (арм. Գևորգ Տեր-Դավթյան; 13 (25) августа 1850, Тифлис, Кавказское наместничество, Российская академия — 13 ноября 1934, Тбилиси) — армянский советский театральный актёр. Один из первых Народных артистов Армянской ССР (1923). Считается одним из крупнейших армянских комедийных актёров-реалистов.

## Биография
Учился в Нерсисянской школе.
Дебютировал на театральной сцене в Тифлисе в 1872 году. Тер-Давтян с его острой наблюдательностью, внутренним чутьем, природным талантом умел создавать на сцене интересных и незабываемых персонажей, о которых неоднократно писали в прессе Габриел Сундукян , Георг Чмшкян, Седрак Мандинян , Ширванзаде, Александр Минасович|Александр Ширванзаде , Оганес Туманян и другие.
С 1880-х годов выступал в Баку, Гандзаке, Батуми, Ереване и других местах с различными коллективами, в том числе, под его руководством.
Актёр Тбилисского армянского театра. Более полувека служил театру.
В связи с 50-летием сценической деятельности в 1923 году первым среди армянских актёров получил звание Народного артиста Армянской ССР.
Принимал участие в открытии Первого государственного театра Еревана (ныне Академический театр имени Сундукяна).

## Избранные театральные роли
- 1-й могильщик («Гамлет», 1880),
- Белогубов («Доходное место», 1880),
- Молчалин («Горе от ума», 1881),
- Добчинский («Ревизор», 1882),
- Жевакин («Женитьба», 1882),
- Шприх («Маскарад», 1882),
- Шут («Король Лир», 1887) и др.